# TV Mirante Imperatriz
TV Mirante Imperatriz é uma emissora de televisão brasileira sediada em Imperatriz, cidade do estado do Maranhão. Opera no canal 10 (29 UHF digital) e é afiliada à TV Globo. Integra a Rede Mirante, rede de televisão pertencente ao Grupo Mirante.

## História
As operações iniciais da atual TV Mirante Imperatriz remontam à 25 de dezembro de 1975, quando foi implantada por iniciativa do então prefeito de Imperatriz, Alberto Barateiro da Costa, uma retransmissora através do canal 4 VHF, que exibia, através de fitas, programas da Rede Globo e da Rede Tupi. Em 1978, com a criação da TV Tropical, que passou a ocupar o canal 4, a emissora migrou para o canal 10 VHF.
Em 1980, com a falência da Rede Tupi, o canal 10 passou a exibir exclusivamente a programação da Globo, que ainda continuava a ser recebida por fitas, vindas da TV Difusora de São Luís, até a implantação das transmissões via satélite em 1983. Em 1986, o Sistema Mirante de Comunicação, pertencente a família do então presidente da república, José Sarney, assumiu o controle da emissora, e em 24 de julho de 1986, após decreto presidencial, o canal 10 foi elevado à condição de geradora.
Na mesma época, a emissora passou a gerar programação local pela primeira vez, ainda em caráter experimental, com a exibição de clipes musicais nos espaços reservados à inserção de comerciais locais durante os intervalos, enquanto nos bastidores, havia a contratação de profissionais para o departamento de jornalismo e a preparação de toda a infraestrutura técnica e de produção. Após um ano de preparativos, a TV Imperatriz foi inaugurada em 1.º de julho de 1987, sendo a quinta emissora a gerar programação local no município. Em 1.º de fevereiro de 1991, passou a se chamar TV Mirante Imperatriz, unificando sua programação com a TV Mirante São Luís, que havia deixado o SBT após trocar de afiliação com a TV Difusora.
Em 30 de setembro de 2015, a TV Mirante Imperatriz ampliou sua área de cobertura para parte das regiões Oeste, Sul e Central do estado, passando a cobrir mais 45 municípios. Um ano depois, a emissora passou a contar com uma sucursal em Açailândia, a partir a extinção da TV Mirante Açailândia.
Em 24 de janeiro de 2017, funcionários da emissora entraram em greve por tempo indeterminado, suspendendo a produção de programas locais, e a TV Mirante Imperatriz passou a retransmitir toda a programação gerada em São Luís. O motivo seria o congelamento dos salários em 2015, o reajuste abaixo da inflação em 2016 e o corte do vale-alimentação naquele ano.

## Sinal digital
| Canal virtual | Canal digital | Resolução de tela | Programação                                            |
| ------------- | ------------- | ----------------- | ------------------------------------------------------ |
| 10.1          | 29 UHF        | 1080i             | Programação principal da TV Mirante Imperatriz / Globo |

A TV Mirante Imperatriz iniciou suas transmissões digitais em 29 de dezembro de 2013, pelo canal 29 UHF, sendo a primeira emissora da cidade a inaugurar seu sinal digital, e a primeira fora da capital do Maranhão, São Luís.
Transição pra o sinal digital
Com base no decreto federal de transição das emissoras de TV brasileiras do sinal analógico para o digital, a TV Mirante Imperatriz, bem como as outras emissoras de Imperatriz, cessou suas transmissões pelo canal 10 VHF em 17 de dezembro de 2018, seguindo o cronograma oficial da ANATEL. A emissora encerrou as transmissões analógicas às 23h59, durante a exibição do filme Star Wars: Episódio VII - O Despertar da Força na Tela Quente, que foi substituído pelo aviso do MCTIC e da ANATEL sobre o switch-off.

## Programas
Além de retransmitir a programação nacional da Globo, atualmente a TV Mirante Imperatriz produz e exibe os seguintes programas:
- JMTV 1.ª edição: Telejornal, com Pollyanna Carneiro;
- JMTV 2.ª edição: Telejornal, com Tátyna Viana;

Retransmitidos da TV Mirante São Luís
- Bom Dia Mirante: Telejornal, com Vanessa Fonseca e Clóvis Cabalau;
- Globo Esporte MA: Jornalístico esportivo, com Jana Fontenelle;
- G1 em 1 Minuto Maranhão: Boletim informativo, com Rafaelle Fróes (manhã) e Rafael Cardoso (tarde);
- Bom Dia Sábado: Telejornal, com Amélia Cristina;
- Repórter Mirante: Jornalístico, com Célia Fontinele;
- Daqui: Programa de variedades, com Heloísa Batalha, Nynrod Weber e Max Pavianni;
- Mirante Rural: Jornalístico sobre agronegócio, com Soares Júnior

Diversos outros programas compuseram a grade da emissora, e foram descontinuados:
- Arte Nativa
- Boa Noite Tocantins
- Bom Dia Mirante (bloco local)
- Bom Dia Tocantins / Bom Dia Imperatriz
- Globo Esporte MA (bloco local)
- Jornal Regional
- Mirante Rural
- Revista 10
- Tocantins TV
- Vitrine

## Retransmissoras
| Cidade               | Analógico | Digital | Cidade               | Analógico | Digital | Cidade                 | Analógico | Digital |
| -------------------- | --------- | ------- | -------------------- | --------- | ------- | ---------------------- | --------- | ------- |
| Açailândia           | 03        | 30      | Altamira do Maranhão | 09        | 30*     | Alto Alegre do Pindaré | 07        | 28*     |
| Alto Parnaíba        | 08        | 29*     | Barra do Corda       | 04        | 29      | Bom Jardim             | 08        | 27*     |
| Bom Jesus das Selvas | 10        | 29*     | Buriticupu           | 07        | 29*     | Campestre do Maranhão  | -         | 13 (31) |
| Carolina             | 10        | 30*     | Estreito             | 13        | 28*     | Grajaú                 | 06        | 30      |
| Porto Franco         | 03        | -       | Santa Luzia          | 13        | 30*     | Tufilândia             | 05        | 30*     |

## Controvérsias
Na noite de 10 de novembro de 1994, a TV Mirante Imperatriz saiu do ar por alguns minutos durante o Jornal Nacional. No momento em que a emissora esteve fora do ar, o telejornal da Rede Globo divulgava uma pesquisa eleitoral para o governo estadual que mostrava a então candidata Roseana Sarney atrás de Epitácio Cafeteira. A interrupção nas transmissões da emissora foi vista como uma tentativa da família Sarney de esconder os números da população imperatrizense, cujo colégio eleitoral era capaz de decidir a disputa. Porém, a concorrente TV Capital (à época afiliada à Rede Record) gravou o bloco que não havia sido exibido através de uma antena parabólica e o reprisou.